# 錳橄欖石
錳橄欖石（英語：Tephroite）是一種岛硅酸盐矿物，屬橄欖石族的含錳終端矿物，分子式為 Mn2SiO4。錳橄欖石與其類似物鐵橄欖石fayalite和鎂橄欖石forsterite之間形成固溶體系列。 二價鐵或鎂可以很容易地取代錳橄欖石晶體結構中的錳。
錳橄欖石被發現于美國新澤西州斯特林山礦和富蘭克林。 鐵錳礦床及其相關矽卡岩中。 也分佈於變質的富錳沉積物中。 它與以下礦物伴生：红锌矿、矽鋅礦、锌铁尖晶石(franklinite)、薔薇輝石、菱鎂礦、锰铁矿( jacobsite), 透輝石、羟硅锰镁石(gageite), 锰硅灰石(Bustamite), 錳方解石(manganocalcite), 钙锰橄榄石(glaucochroite), 方解石, 钠钡长石(banalsite) 和 粒硅锰石(alleghanyite) 。  錳橄欖石在英國和瑞典也有分佈。
錳橄欖石的硬度為6，比重約為4.1，對於非金屬礦物來說是重的。 它的名字來自希臘語 tephros“灰色”。 但它也有橄欖綠、綠藍色、粉紅色或棕色。 錳橄欖石的其他名稱包括mangan olivine 和 mangan peridot.。